# Любити людину
«Любити людину» (рос. «Любить человека») — радянський художній фільм 1972 року  Сергія Герасимова про молодих архітекторів, які будують нове місто в далекому Сибіру (Норильськ), про складні людські взаємини.

## Сюжет
Кінороман про молодих архітекторів, які будують нове місто в Сибіру (Норильськ), їх тривоги, турботи, перемоги. Архітектор Калмиков занурений в свою роботу настільки, що до 35 років не встиг закохатися. І ось прийшла любов, почалося життя удвох. Спочатку тут і радість щоденних відкриттів, і невміння спілкуватися з новою і нескінченно дорогою людиною, тут і ревнощі, і болісні сумніви. Шлях Калмикова та Марії до гармонії лежить через душевну драму — смерть дитини і важку хворобу Марії…

## У ролях
- Анатолій Солоніцин —  Дмитро Андрійович Калмиков
- Любов Віролайнен —  Марія Володимирівна Калмикова
- Тамара Макарова —  Олександра Василівна Петрушкова, головний архітектор
- Жанна Болотова —  Таня Павлова, архітектор
- Іван Неганов —  Іван Семенович Саричев
- Михайло Зимін —  Михайло Миколайович Богачов
- Юрій Кузьменков —  Юрій Олександрович Струмілін
- Юрій Волков —  Микола Миколайович Паладьєв
- Лев Соколов —  Лев Олексійович Соколов
- Микола Єгоров —  Олексій Олексійович Розанов
- Анатолій Панченко —  Анатолій Сергійович
- Микола Єременко —  Коля Стеценко
- Юрій Гусєв —  Павлик, колишній наречений Тані
- Володимир Дорошев —  гість-скептик
- Володимир Кашпур —  Расторгуєв, виконроб
- Валентина Колосова —  Галина Миколаївна Струміліна
- Надія Рєпіна —  архітекторша
- Анатолій Ромашин —  Архангельський, колишній чоловік Марії
- Ольга Прохорова —  Світа, молодий архітектор
- Володимир Лемпорт —  учасник симпозіуму
- Ольга Маркіна —  відвідувачка  (немає в титрах)
- Микола Іванов —  Петро Васильович, лікар  (немає в титрах)
- Зінаїда Сорочинська —  епізод
- Оповідач в мультфільмі — Зиновій Гердт

## Знімальна група
- Автор сценарію: Сергій Герасимов
- Режисер: Сергій Герасимов
- Оператор: Володимир Рапопорт
- Художники:  Петро Галаджев,  Петро Пашкевич,  Федір Хитрук
- Композитор:  Ілля Катаєв